# Clément Juglar

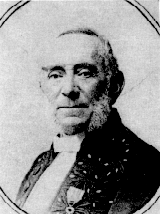
Clement Juglar

Joseph Clément Juglar (* 1819 in Paris; † 28. Februar 1905 ebenda) war ein französischer Arzt und Konjunkturforscher.
Juglar ging von regelmäßigen Konjunkturzyklen aus, die sich innerhalb eines zeitlichen Rahmens wiederholten. Juglar selbst ging von einem Konjunkturzyklus von sechs bis zehn oder von sieben bis elf Jahren aus. In der neueren Konjunkturforschung wird die genaue Periodendauer unterschiedlich gesehen. Entscheidend ist die Entdeckung von Konjunkturzyklen durch Juglar.
Man spricht allgemein auch von Juglar-Zyklen oder Juglar-Wellen. Der Ökonom Josef Schumpeter benannte neben zwei anderen Zykluslängen die etwa siebenjährigen Konjunktur-Zyklen Juglar.

## Schriften
- Des Crises commerciales et leur retour périodique en France, en Angleterre et aux États-Unis (1862)
- Du Change et de la liberté d'émission (1868)
- Les Banques de dépôt, d'escompte et d'émission (1884)